# Campylandra delavayi
Campylandra delavayi là một loài thực vật có hoa trong họ Măng tây. Loài này được (Franch.) M.N.Tamura, S.Yun Liang & Turland mô tả khoa học đầu tiên năm 2000.